# Онамбула Юнайтед
Футбольний клуб «Онамбула Юнайтед» або просто «Онамбула Юнайтед» (англ. Onambula United Football Club) — професіональний футбольний клуб з Намібії, який представляє місто Онамбула.

## Історія
Футбольний клуб «Онамбула Юнайтед» було засновано в місті Онамбула. Чоловіча команда клубу грає у Першому дивізіоні Чемпіонату Намібії, другому за значенням чемпіонату Намібії. Найбільшим успіхом клубу стала перемога в Ганза Пляйзенер Кап 2007 року.

## Досягнення
- Ганза Пляйзенер Кап
  -  Володар (1): 2007